# Препелицэ, Андрей
Андрей Препелицэ (рум. Andrei Prepeliță; род. 8 декабря 1985, Слатина) — румынский футболист, полузащитник; тренер.

## Клубная карьера
Родился 8 декабря 1985 года в городе Слатина. Воспитанник юношеских команд футбольных клубов «Униря» (Слобозия) и «Арджеш».
В профессиональном футболе дебютировал 7 мая 2003 года в чемпионате Румынии в составе клуба «Арджеш» против «Глории» (Быстрица) (0:1). С сезона 2003/04 стал основным игроком клуба, в котором в целом провёл пять сезонов, приняв участие в 112 матчах чемпионата.
Своей игрой за эту команду привлёк внимание представителей тренерского штаба клуба «Университатя (Крайова)», к составу которого присоединился летом 2007 года вместе с одноклубником Чиприаном Танасе. Сыграл за крайовскую команду следующие четыре сезона своей игровой карьеры. Играя в составе «Университати» также в основном выходил на поле в основном составе команды, пока по итогам сезона 2010/11 команда не покинула Лигу I.
2 августа 2011 года перешёл в «Стяуа», подписав четырёхлетний контракт. За 4 сезона сыграл за бухарестскую команду 65 матчей в национальном чемпионате и дважды стал чемпионом Румынии.
Летом 2015 года перебрался в болгарский «Лудогорец», где провёл сезон и забил 1 гол.
31 августа 2016 года перешёл в футбольный клуб «Ростов». В дебютной игре против «Крыльев Советов» забил гол, тем самым принеся своей команде победу со счётом 2:1.

### Выступления за сборную
В 2003—2006 годах привлекался в молодёжную сборную Румынии. На молодёжном уровне сыграл в 18 официальных матчах, забил 2 гола.
7 сентября 2014 дебютировал в официальных играх в составе национальной сборной Румынии в матче квалификации к Евро-2016 против сборной Греции (1:0), выйдя на поле на 84 минуте вместо Овидиу Хобана.

## Достижения
«Стяуа»
- Чемпион Румынии (3): 2012/13, 2013/14, 2014/15
- Обладатель Кубка Румынии: 2014/15
- Обладатель Суперкубка Румынии: 2013

«Лудогорец»
- Чемпион Болгарии: 2015/16